# Симфония № 7 (Малер)
Симфония № 7 ми минор — сочинение австрийского композитора Густава Малера, законченное в 1905 году и впервые исполненное под управлением автора в 1908 году.

## История создания
Седьмой симфонией завершается чисто инструментальная трилогия Малера, которую исследователи относят к среднему периоду творчества композитора, наряду с двумя вокальными циклами на стихи Фридриха Рюккерта. К работе над ней композитор приступил в летом 1904 года, в Майерниге, сразу после завершения трагической Шестой симфонии; точнее, два ноктюрна (нем. Nachtmusik) для нового сочинения родились в процессе работы над финалом Шестой. Закончить Седьмую симфонию тем же летом Малер не успел; работа в Венской Придворной опере не оставляла ему времени для собственных сочинений, и вернуться к новой симфонии он смог только летом 1905 года; 25 августа он сообщил Гвидо Адлеру о завершении работы.
Во всей трилогии внешний мир предстает перед человеком непостижимым в своей враждебности, но если в Пятой симфонии одерживало верх героическое мироощущение, а в финале Шестой герой Малера терпел неожиданное крушение и тем самым утверждалась тщетность любых личных усилий, то в Седьмой симфонии, также исполненной борьбы, гармония в финале скорее провозглашается, нежели действительно обретается. «Композитор, — пишет Инна Барсова, — словно закрывает глаза на враждебный мир, представший перед ним как остранённый либо страшный мир ночи…».
После неудачи Пятой симфонии Малер не торопился обнародовать свои сочинения, — премьера Седьмой симфонии состоялась лишь 19 сентября 1908 года, в Праге, в концерте, проходившем в рамках юбилейных торжеств по случаю 60-летия правления императора Франца Иосифа; Чешским филармоническим оркестром на этой премьере дирижировал автор.

## Музыка
В симфонии 5 частей, обозначенных автором по-итальянски и по-немецки 
- I. Langsam. Allegro risoluto ma non troppo
- II. Nachtmusik. Allegro moderato
- III. Scherzo. Schattenhaft
- IV. Nachtmusik. Andante amoroso
- V. Rondo-Finale. Allegro ordinario

## Состав исполнителей
Характер музыки — присутствие в симфонии двух ноктюрнов — определил и состав исполнителей: помимо обычной для большого симфонического оркестра группы струнных, 4 флейт, 2 флейт-пикколо, 3 гобоев, английского рожка, 3 кларнетов, кларнета-пикколо, бас-кларнета, 3 фаготов, контрафагота,
4 валторн, тенор-горна, 3 труб, 3 тромбонов, тубы, 4 литавр, треугольника, бубна, малого барабана, тарелок, большого барабана и тамтама, в оркестр Седьмой симфонии Малер включил прутья, пастушьи колокольца, стальные бруски, колокольчики, 2 арфы, мандолину и гитару.

## Дальнейшая судьба
Седьмая не принадлежит к числу самых исполняемых сочинений Малера, многие именитые дирижёры обошли её своим вниманием; записей симфонии не оставили, в частности, Бруно Вальтер и Димитрис Митропулос. В то же время по три раза её записывали Леонард Бернстайн и Герман Шерхен, которому принадлежит и самая первая запись симфонии, относящаяся к 1950 году. В СССР Седьмую симфонию записал, в 1975 году, только главный пропагандист творчества Малера в ту эпоху Кирилл Кондрашин.

### В театре
В 1994 году хореограф Джон Ноймайер поставил в Гамбурге балет Nachtswanderung («Ночное скитание») на музыку этой симфонии, тем самым продолжая хореографическое освоение симфоний Малера, начатое им в 1975 году.